# Битва у Філіппінському морі

Карта битви у Філіппінському морі

Би́тва у Філіппі́нському мо́рі (англ. Battle of the Philippine Sea, яп. マリアナ沖海戦) — морська битва на Тихому океані, що сталася 19-20 червня 1944 року у Філіппінському морі поблизу Маріанських островів між японським флотом та ВМС США.